# 葡萄牙王政復辟戰爭

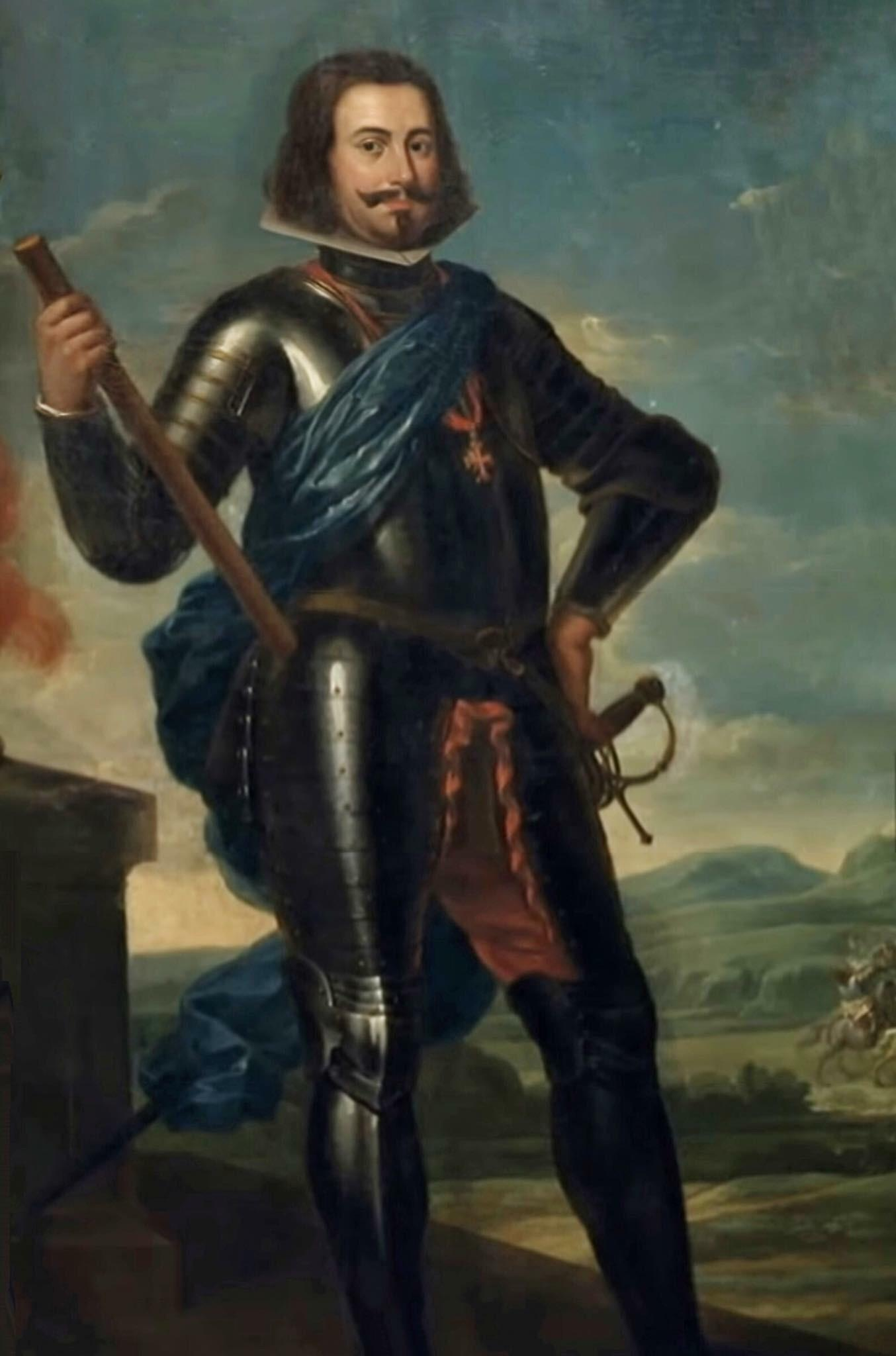
葡萄牙国王若昂四世

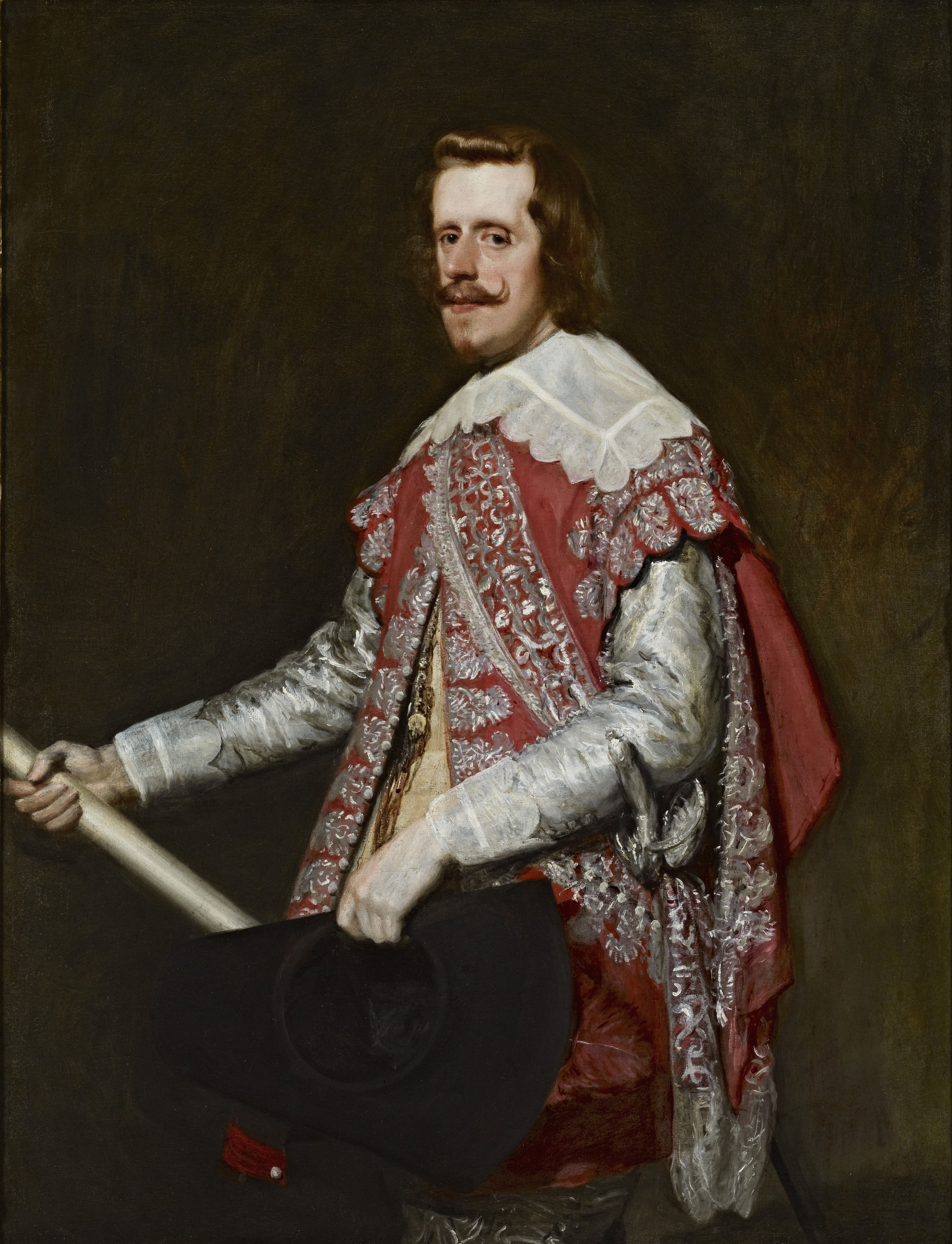
西班牙国王腓力四世

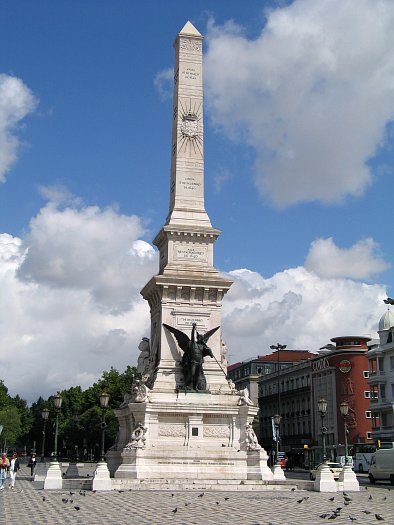
葡萄牙首都里斯本光复广场中央的方尖碑

葡萄牙王政復辟戰爭（葡萄牙語：Guerra da Restauração）是1640年—1668年西班牙和葡萄牙王國之間的戰爭，导致1580年—1640年西班牙和葡萄牙王國结成的共主邦聯伊比利亞聯盟解體。17—18世紀的葡萄牙将其稱作喝采戰爭（葡萄牙語：Guerra da Aclamação）。

## 概要

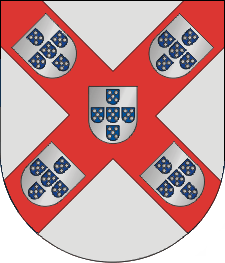
葡萄牙王國布拉干萨王朝紋章

1580年恩里克一世駕崩後，葡萄牙王國阿維斯王朝绝嗣，西班牙国王腓力二世即位为葡萄牙国王腓力一世，伊比利亞聯盟成立，當時承諾在西班牙宮廷優遇葡萄牙貴族，保持葡萄牙獨自的通貨、法律、政府，里斯本繼續作為葡萄牙王國首都。但是，西班牙国王腓力三世（葡萄牙国王腓力二世）在位期間，縮小構成西班牙的加泰隆尼亞、亞拉岡、納瓦拉，以及葡萄牙王國的自治權，強化中央集權。
戰爭的原因源自西班牙国王腓力四世（葡萄牙国王腓力三世）因增加的戰費對葡萄牙商人重重課稅、葡萄牙政府的重職由來自馬德里的卡斯提爾人或親西班牙派葡萄牙人的占據。葡萄牙貴族懷疑腓力三世欲剝奪葡萄牙貴族的權力，也懷疑西班牙欲併吞葡萄牙。1640年6月，加泰隆尼亞爆發反西班牙的收割者戰爭，西班牙為了鎮壓叛亂，徵調葡萄牙軍隊，造成葡萄牙的反感。1640年12月1日，葡萄牙貴族占領里斯本王宮，擁立第八代布拉干薩公爵若望二世為葡萄牙国王若昂四世。革命從葡萄牙王國首都里斯本瞬間蔓延到葡萄牙王國全境和葡萄牙殖民地。1668年战争以葡萄牙王國独立成功告终，西班牙最终承认布拉干萨王朝是统治葡萄牙王國的王室。